# شبراخيت (مركز)
مركز شبراخيت، مركز إداري مصري. يقع في شرق محافظة البحيرة الواقعة أقصى شمال جمهورية مصر العربية. مدينة شبراخيت عاصمة المركز.